# Adriana Ugarte
Adriana Ugarte (Madrid, 17 de gener de 1985) és una actriu espanyola.

## Filmografia
- Cabeza de perro (2006), de Santi Amodeo
- Gente de mala calidad (2008), de Juan Cavestany
- El patio de mi cárcel (2008), de Belén Macías
- El joc del penjat (2008), de Manuel Gómez Pereira
- Castillos de cartón (2009), de Salvador García Ruiz
- Lo mejor de Eva (2011), de Mariano Barroso
- Lo contrario al amor (2011), de Vicente Villanueva
- Combustión (2013), de Daniel Calparsoro
- Gente en sitios (2013), de Juan Cavestany
- Tiempo sin aire (2015), d'Andrés Luque i Samuel Martín Mateos
- Palmeras en la nieve (2015), de Fernando González Molina
- Julieta (2016), de Pedro Almodóvar
- Tadeu Jones 2: El secret del rei Mides, d'Enrique Gato
- El sistema solar (2017), de Bacha Caravedo i Chinón Higashionna
- Enamorat de la meva dona (2018), de Daniel Auteuil
- Durant la tempesta (2018), d'Oriol Paulo[2]